# Venezia Football Club 2019-2020
Questa voce raccoglie le informazioni riguardanti il Venezia Football Club nelle competizioni ufficiali della stagione 2019-2020.

## Stagione
Nell'estate 2019 il Venezia riparte praticamente da zero, pochi sono infatti i calciatori confermati dall'annata precedente: Modolo, Suciu, Lezzerini, Bocalon, Di Mariano e Zigoni. Viene ingaggiato il giovane e promettente tecnico Alessio Dionisi, reduce da una buona annata in Serie C con l'Imolese, affiancato dal direttore sportivo Fabio Lupo la cui ultima esperienza era culminata con un esonero al Palermo.
Si apre così un'estate all'insegna di un corposo, ma pur sempre low-cost, calciomercato. Il diesse Lupo, in attesa della sentenza e dei rispettivi ricorsi che avrebbero poi dichiarato ufficialmente fallita la società palermitana, inizia le trattative e concretizza i primi acquisti, pur con l'incertezza della categoria in cui militerà nell'anno successivo la squadra; tuttavia, seppur in questa situazione, porta in laguna un mix di giocatori esperti e giovani promettenti. Tra i più navigati, l'ex capitano bolognese Zuculini, il portiere veterano Pomini, i difensori Cremonesi e Marino, i centrocampisti Vacca e Lollo, e l'attaccante Montalto; mentre le giovani scommesse sono rappresentate dai difensori centrali Casale e Ceccaroni, i terzini Lakićević, Fiordaliso e Felicioli, i centrocampisti Fiordilino, Gavioli e Caligara, il trequartista Aramu — il quale deciderà di indossare la maglia numero dieci diventando la vera chiave di volta per il gioco della squadra nel corso della stagione —, e gli attaccanti Capello e Senesi. 
In questo clima di scetticismo generale tra i tifosi, a causa della sfortunata annata precedentemente vissuta, il trend degli abbonamenti continua la sua crescita, seppur contenuta, attestandosi a 2 121 tessere staccate rispetto alle 1 748 dell'anno precedente.
L'annata sembra inizialmente incanalarsi nei binari giusti con una serie di amichevoli estive vinte con un gioco che, già agli albori, sembra promettente. La prima partita ufficiale si svolge l'11 agosto 2019 e l'avversario è il Catania in una sfida casalinga valevole per il secondo turno di Coppa Italia: il match si conclude con un 2-1 che permette il passaggio del turno ai lagunari. Tuttavia l'esperienza in Coppa dura poco poiché appena sei giorni dopo, al turno successivo, la compagine veneziana viene eliminata con un secco 3-1 dal Parma. Arriva quindi il campionato di Serie B, che tuttavia non inizia con il piede giusto; anzi, contrariamente alle speranze estive la squadra raccoglie solo 6 punti nelle prime 7 partite, per giunta contro avversari alla portata e dirette concorrenti per la salvezza, e con il solo successo esterno per 0-1 conquistato sul campo del Trapani alla seconda giornata. Ciò nonostante il tecnico Dionisi, seppur tra i primi mugugni, non viene messo in discussione dalla società, infatti pur raccogliendo pochi punti la squadra esprime un gioco corale e di livello. La prima vittoria interna arriva solamente il 19 ottobre contro la Salernitana, e i risultati continuano a essere altalenanti con la rosa che naviga costantemente in zona play-out. Il 29 dicembre, alla vigilia della sosta, con la panchina più che mai traballante, il Venezia conquista un successo fondamentale per il proseguimento del progetto, vincendo 0-1 in trasferta contro il Perugia.
Si apre quindi il calciomercato invernale con la consapevolezza che qualche operazione sia necessaria per garantire la permanenza in Serie B: Bocalon, pur essendo stato la punta titolare della prima metà della stagione, viene ceduto al Pordenone in uno scambio di prestiti che porta Monachello in Laguna, ma gli innesti più importanti sono l'esperto Molinaro che prende il posto sulla fascia sinistra del lungodegente Felicioli, il quale nel frattempo si era gravemente infortunato, il figliol prodigo Firenze e soprattutto l'attaccante-giramondo Longo. Dopo la sosta il Venezia continua con il suo andamento altalenante vincendo in trasferta con Chievo e Pisa, ma lasciando per strada punti facili con avversari più agevoli come il Trapani, l'Entella e il Cosenza.
La stagione viene poi bruscamente interrotta in seguito allo scoppio della pandemia di COVID-19 che colpirà anche un paio di elementi della rosa veneziana, Vacca e il sempre più sfortunato Felicioli, oltre al direttore generale Dante Scibilia. Alla ripresa del campionato la squadra cambia decisamente piglio, inanellando una serie di risultati positivi contro le dirette rivali per la salvezza che frutteranno un bottino di ben 18 punti in 10 partite, riuscendo proprio all'ultima giornata a lasciare la zona più critica della classifica e chiudere il campionato all'undicesima piazza, alla quota di 50 punti, a 4 lunghezze dalla zona play-off e a 5 dai play-out.

## Divise e sponsor
Il fornitore tecnico per la stagione 2019-2020 è Nike, mentre non è presente, almeno inizialmente, uno sponsor ufficiale — sostituito per le prime partite dalla denominazione sociale VENEZIA FOOTBALL CLUB —; dal 23 agosto 2019 viene raggiunto un accordo con Fluorsid. È inoltre presente uno short sponsor, Lino Sonego.
La prima maglia è su base nera, con il dorso solcato da una palatura in arancione e verde; neri sono anche i calzoncini e i calzettoni, questi ultimi rifiniti con due fascette mediane arancione e verde. La seconda maglia è bianca con palo centrale arancioneroverde; bianchi sono pure calzoncini e calzettoni, questi ultimi rifiniti con una fascetta mediana arancioneroverde.
| Casa | Trasferta |

## Organigramma societario
Area direttiva
- Presidente: Joe Tacopina
- Consiglio di Amministrazione: James Daniels, John Goldman, John Tapinis, Alessandro Vasta
- Direttore generale: Dante Scibilia
- Coordinatore area tecnica: Armando Ortoli
- Segretario Generale: Davide Brendolin
- Responsabile amministrazione e finanze: Francesca Galletti
- Amministrazione e contabilità: Silvia Guerra
- Sales account: Maurizio Scattolin
- Junior sales account: Davide Trucco
- Assistente di direzione: Gianluca Santaniello

Area comunicazione e marketing
- Marketing e comunicazione: Veronica Bon
- Responsabile progetti internazionali: Paolo Poggi
- Incoming manager: Giambattista Domestici
- Marketing e Merchandising: Cristian Girardi
- Ufficio stampa e marketing key account: Alessandro Basso
- S.L.O.: Evans Soligo
- Fotografo ufficiale: Giacomo Cosua

Area sportiva
- Direttore sportivo: Fabio Lupo
- Team manager: Vincenzo Todaro
- Dirigente accompagnatore: Edoardo Rivola

Area tecnica
- Allenatore: Alessio Dionisi
- Vice Allenatore: Paolo Cozzi
- Collaboratore tecnico: Massimiliano Sigolo, Matteo Zulian
- Preparatore Portieri: Massimo Lotti
- Preparatore atletico: Fabio Spighi
- Match Analist: Alessio Chiarin

Area sanitaria
- Responsabile medico: Flavio Muci
- Medico sociale: Cristian Berton
- Fisioterapista:  Mattia Bragato, Gabriele Chinello, Claudio Pavanello

## Rosa
Rosa e numerazione sono aggiornate al 18 gennaio 2020.
| N. |                      | Ruolo | Calciatore              |
| -- | -------------------- | ----- | ----------------------- |
| 1  | Brasile (bandiera)   | P     | Bruno Bertinato         |
| 2  | Italia (bandiera)    | D     | Alessandro Fiordaliso   |
| 3  | Italia (bandiera)    | D     | Nicolò Casale           |
| 4  | Argentina (bandiera) | C     | Franco Zuculini         |
| 5  | Italia (bandiera)    | C     | Antonio Vacca           |
| 6  | Romania (bandiera)   | C     | Sergiu Suciu            |
| 7  | Italia (bandiera)    | A     | Yuri Senesi             |
| 8  | Italia (bandiera)    | C     | Fabrizio Caligara       |
| 9  | Italia (bandiera)    | A     | Adriano Montalto        |
| 10 | Italia (bandiera)    | A     | Mattia Aramu            |
| 11 | Italia (bandiera)    | D     | Cristian Molinaro       |
| 12 | Italia (bandiera)    | P     | Luca Lezzerini          |
| 13 | Italia (bandiera)    | D     | Marco Modolo (capitano) |
| 14 | Italia (bandiera)    | D     | Gian Filippo Felicioli  |
| 15 | Italia (bandiera)    | D     | Antonio Marino          |
| 16 | Italia (bandiera)    | C     | Luca Fiordilino         |
| 17 | Italia (bandiera)    | A     | Gianmarco Zigoni        |

| N. |                       | Ruolo | Calciatore           |
| -- | --------------------- | ----- | -------------------- |
| 18 | Italia (bandiera)     | A     | Gaetano Monachello   |
| 19 | Italia (bandiera)     | C     | Lorenzo Gavioli      |
| 19 | Italia (bandiera)     | A     | Samuele Longo        |
| 20 | Italia (bandiera)     | A     | Francesco Di Mariano |
| 20 | Italia (bandiera)     | D     | Davide Riccardi      |
| 21 | Italia (bandiera)     | D     | Michele Cremonesi    |
| 22 | Italia (bandiera)     | P     | Alberto Pomini       |
| 23 | Italia (bandiera)     | C     | Youssef Maleh        |
| 24 | Italia (bandiera)     | A     | Riccardo Bocalon     |
| 25 | Italia (bandiera)     | C     | Lorenzo Lollo        |
| 26 | Italia (bandiera)     | C     | Marco Firenze        |
| 28 | Italia (bandiera)     | A     | Alessandro Capello   |
| 32 | Italia (bandiera)     | D     | Pietro Ceccaroni     |
| 33 | Serbia (bandiera)     | D     | Ivan Lakićević       |
| 34 | Italia (bandiera)     | D     | Mario De Marino      |
| 35 | Portogallo (bandiera) | A     | Alexandre Pimenta    |

## Calciomercato

### Sessione estiva(dall'1/7 al 2/9)
| Acquisti | Acquisti               | Acquisti   | Acquisti      |
| R.       | Nome                   | da         | Modalità      |
| -------- | ---------------------- | ---------- | ------------- |
| P        | Alberto Pomini         | definitivo |               |
| D        | Nicolò Casale          | Verona     | prestito      |
| D        | Michele Cremonesi      | SPAL       | definitivo    |
| D        | Gian Filippo Felicioli | Milan      | definitivo    |
| D        | Ivan Lakićević         | Genoa      | prestito      |
| D        | Pietro Ceccaroni       | Spezia     | prestito      |
| D        | Alessandro Fiordaliso  | Torino     | prestito      |
| D        | Antonio Marino         | Lecce      | definitivo    |
| C        | Lorenzo Lollo          | Empoli     | definitivo    |
| C        | Youssef Maleh          | Ravenna    | fine prestito |
| C        | Fabrizio Caligara      | Cagliari   | prestito      |
| C        | Luca Fiordilino        | Palermo    | definitivo    |
| C        | Lorenzo Gavioli        | Inter      | prestito      |
| C        | Antonio Vacca          | Parma      | definitivo    |
| C        | Franco Zuculini        | Colón (SF) | definitivo    |
| A        | Yuri Senesi            | Olbia      | definitivo    |
| A        | Alessandro Capello     | Cagliari   | definitivo    |
| A        | Mattia Aramu           | Siena      | definitivo    |
| A        | Adriano Montalto       | Cremonese  | prestito      |

| Cessioni | Cessioni            | Cessioni       | Cessioni       |
| R.       | Nome                | a              | Modalità       |
| -------- | ------------------- | -------------- | -------------- |
| P        | Guglielmo Vicario   | Cagliari       | definitivo     |
| P        | Stefano Camerlengo  | Chieti         | prestito       |
| P        | Davide Facchin      | Como           | definitivo     |
| D        | Mauro Coppolaro     | Udinese        | fine prestito  |
| D        | Matteo Bruscagin    | fine contratto |                |
| D        | Francesco Cernuto   | fine contratto |                |
| D        | Agostino Garofalo   | fine contratto |                |
| D        | Giuseppe Zampano    | fine contratto |                |
| D        | Michele Fornasier   | Pescara        | fine prestito  |
| D        | Maurizio Domizzi    | Ritirato       | fine contratto |
| D        | Robert Mazan        | Celta Vigo     | fine prestito  |
| C        | Emmanuel Besea      | Frosinone      | fine prestito  |
| C        | Andrea Schiavone    | Bari           | definitivo     |
| C        | Jacopo Segre        | Torino         | fine prestito  |
| C        | Cristiano Lombardi  | Lazio          | fine prestito  |
| C        | Simone Bentivoglio  | fine contratto |                |
| C        | Gianni Fabiano      | fine contratto |                |
| C        | Mattia Zennaro      | Genoa          | fine prestito  |
| C        | Marco Pinato        | Sassuolo       | fine prestito  |
| A        | Davide Marsura      | Livorno        | definitivo     |
| A        | Giuseppe Caccavallo | Carrarese      | definitivo     |
| A        | Nicola Citro        | Frosinone      | fine prestito  |
| A        | Alessandro Rossi    | Lazio          | fine prestito  |
| A        | Giacomo Vrioni      | Sampdoria      | fine prestito  |
| A        | Harvey St Clair     | Kilmarnock     | prestito       |

### Sessione invernale(dal 02/01 al 31/01)
| Acquisti | Acquisti           | Acquisti    | Acquisti      |
| R.       | Nome               | da          | Modalità      |
| -------- | ------------------ | ----------- | ------------- |
| D        | Cristian Molinaro  | definitivo  |               |
| A        | Gaetano Monachello | Atalanta    | prestito      |
| A        | Samuele Longo      | Inter       | prestito      |
| C        | Marco Firenze      | Salernitana | prestito      |
| D        | Davide Riccardi    | Lecce       | prestito      |
| D        | Edoardo Soldati    | AZ Picerno  | fine prestito |

| Cessioni | Cessioni             | Cessioni    | Cessioni      |
| R.       | Nome                 | a           | Modalità      |
| -------- | -------------------- | ----------- | ------------- |
| C        | Lorenzo Gavioli      | Inter       | fine prestito |
| A        | Riccardo Bocalon     | Pordenone   | prestito      |
| A        | Francesco Di Mariano | Juve Stabia | prestito      |

## Risultati

### Serie B

#### Girone di andata
| Arbitro: | Dionisi (L'Aquila) |

|            |           |                           |
| Modolo 74’ | Marcatori | 68’ Mogos 85’ Castagnetti |

| Arbitro: | Camplone (Pescara) |

|  |           |            |
|  | Marcatori | 24’Bocalon |

| Arbitro: | Ros (Pordenone) |

|  |           |                              |
|  | Marcatori | 44’ Giaccherini 64’ Dordevic |

| Arbitro: | Ayroldi (Molfetta) |

|             |           |             |
| Capuano 65’ | Marcatori | 54’ Capello |

| Arbitro: | Robilotta (Sala Consilina) |

|  |           |                        |
|  | Marcatori | 3’ Capello 61’ Bocalon |

| Arbitro: | Di Martino (Teramo) |

|                   |           |          |
| Pinato 39’ (aut.) | Marcatori | 32’ Lisi |

| Arbitro: | Baroni (Firenze) |

|             |           |                     |
| Rivière 20’ | Marcatori | 77’ (rig.) Montalto |

| Arbitro: | Amabile (Vicenza) |

|             |           |  |
| Bocalon 42’ | Marcatori |  |

| Arbitro: | Sozza (Seregno) |

|                           |           |                      |
| Simy 35’, 55’ Golemic 84’ | Marcatori | 9’ Aramu 68’ Capello |

| Arbitro: | Rapuano (Rimini) |

|             |           |                                 |
| Capello 57’ | Marcatori | 87’ De Agostini 90+3’ Strizzolo |

| Arbitro: | Ayroldi (Molfetta) |

|                    |           |            |
| Da Cruz 70’ (rig.) | Marcatori | 87’ Zigoni |

| Arbitro: | Camplone (Pescara) |

|           |           |  |
| Aramu 39’ | Marcatori |  |

| Arbitro: | Dionisi (L'Aquila) |

|            |           |                  |
| Mancuso 5’ | Marcatori | 86’ (rig.) Aramu |

| Arbitro: | Serra (Torino) |

|  |           |                        |
|  | Marcatori | 29’ Coda 65’ Caldirola |

| Arbitro: | Robilotta (Sala Consilina) |

|                       |           |                               |
| Galano 11’ Machin 48’ | Marcatori | 70’ (aut.) Kastrati 89’ Aramu |

| Venezia 14 dicembre 2019, ore 15:00 CET 16ª giornata | Venezia         | 0 – 0 referto | Spezia | Stadio Pier Luigi Penzo (2965 spett.)\| Arbitro: \| Pezzuto (Lecce) \| |
| Arbitro:                                             | Pezzuto (Lecce) |               |        |                                                                        |

| Arbitro: | Maggioni (Lecco) |

|                      |           |  |
| Bifulco 1’ Forte 62’ | Marcatori |  |

| Arbitro: | Ros (Pordenone) |

|               |           |                     |
| Ceccaroni 76’ | Marcatori | 10’ Diaw 20’ D'Urso |

| Arbitro: | Di Martino (Teramo) |

|  |           |              |
|  | Marcatori | 25’ Montalto |

#### Girone di ritorno
| Cremona 18 gennaio 2020, ore 15:00 CET 20ª giornata | Cremonese          | 0 – 0 referto | Venezia | Stadio Giovanni Zini (5 586 spett.)\| Arbitro: \| Dionisi (L'Aquila) \| |
| Arbitro:                                            | Dionisi (L'Aquila) |               |         |                                                                         |

| Arbitro: | Ghersini (Genova) |

|           |           |               |
| Aramu 25’ | Marcatori | 74’ Pettinari |

| Arbitro: | Camplone (Pescara) |

|  |           |             |
|  | Marcatori | 32’ Capello |

| Arbitro: | Ayroldi (Molfetta) |

|  |           |            |
|  | Marcatori | 63’ Rohdén |

| Arbitro: | Amabile (Vicenza) |

|                              |           |                                   |
| S. Longo 9’ (rig.) Aramu 78’ | Marcatori | 29’ (rig.) G. De Luca 90’ Mancosu |

| Arbitro: | Pezzuto (Lecce) |

|             |           |                               |
| Masucci 38’ | Marcatori | 42’ (rig.) Aramu 47’ S. Longo |

| Arbitro: | Prontera (Bologna) |

|              |           |             |
| S. Longo 38’ | Marcatori | 61’ Machach |

| Arbitro: | Maggioni (Lecco) |

|                            |           |  |
| Kiyine 45’ (rig.) Karo 69’ | Marcatori |  |

| Arbitro: | Serra (Torino) |

|              |           |                             |
| Caligara 83’ | Marcatori | 12’, 47’ Benali 36’ Marrone |

| Pordenone 20 giugno 2020, ore 18:00 CEST 29ª giornata | Pordenone     | 0 – 0 referto | Venezia | Stadio Friuli (0 spett.)\| Arbitro: \| Marini (Roma) \| |
| Arbitro:                                              | Marini (Roma) |               |         |                                                         |

| Arbitro: | Fourneau (Roma) |

|                      |           |              |
| Aramu 8’ Firenze 66’ | Marcatori | 24’ Scamacca |

| Arbitro: | Ros (Pordenone) |

|  |           |                          |
|  | Marcatori | 18’ S. Longo 22’ Capello |

| Arbitro: | Volpi (Arezzo) |

|  |           |                  |
|  | Marcatori | 48’, 58’ Mancuso |

| Arbitro: | Robilotta (Sala Consilina) |

|         |           |              |
| Sau 56’ | Marcatori | 51’ Montalto |

| Arbitro: | Massimi (Termoli) |

|             |           |           |
| Firenze 48’ | Marcatori | 76’ Zappa |

| Arbitro: | Fourneau (Roma) |

|  |           |                  |
|  | Marcatori | 16’ (rig.) Aramu |

| Arbitro: | Sacchi (Macerata) |

|             |           |  |
| Maleh 45+2’ | Marcatori |  |

| Arbitro: | Marinelli (Tivoli) |

|             |           |  |
| Proia 90+3’ | Marcatori |  |

| Arbitro: | Fourneau (Roma) |

|                           |           |            |
| Aramu 42’ 51’ Capello 65’ | Marcatori | 69’ Sgarbi |

### Coppa Italia

#### Turni eliminatori
| Arbitro: | Giacomelli (Trieste) |

|                       |           |               |
| Zuculini 3’ Aramu 56’ | Marcatori | 41’ Silvestri |

| Arbitro: | Valeri (Roma) |

|                                |           |                  |
| Gervinho 10’, 72’ Iacoponi 22’ | Marcatori | 24’ (rig.) Aramu |

## Statistiche

### Statistiche di squadra
| Competizione | Punti | In casa | In casa | In casa | In casa | In casa | In casa | In trasferta | In trasferta | In trasferta | In trasferta | In trasferta | In trasferta | Totale | Totale | Totale | Totale | Totale | Totale | DR |
| Competizione | Punti | G       | V       | N       | P       | Gf      | Gs      | G            | V            | N            | P            | Gf           | Gs           | G      | V      | N      | P      | Gf     | Gs     | DR |
| ------------ | ----- | ------- | ------- | ------- | ------- | ------- | ------- | ------------ | ------------ | ------------ | ------------ | ------------ | ------------ | ------ | ------ | ------ | ------ | ------ | ------ | -- |
| Serie B      | 50    | 19      | 5       | 6       | 8       | 18      | 24      | 19           | 7            | 8            | 4            | 19           | 16           | 38     | 12     | 14     | 12     | 37     | 40     | -3 |
| Coppa Italia | -     | 1       | 1       | 0       | 0       | 2       | 1       | 1            | 0            | 0            | 1            | 1            | 3            | 2      | 1      | 0      | 1      | 3      | 4      | -1 |
| Totale       | 50    | 20      | 6       | 6       | 8       | 20      | 25      | 20           | 7            | 8            | 5            | 20           | 19           | 40     | 13     | 14     | 13     | 40     | 44     | -4 |

### Andamento in campionato
| Giornata  | 1  | 2  | 3  | 4  | 5  | 6  | 7  | 8 | 9  | 10 | 11 | 12 | 13 | 14 | 15 | 16 | 17 | 18 | 19 | 20 | 21 | 22 | 23 | 24 | 25 | 26 | 27 | 28 | 29 | 30 | 31 | 32 | 33 | 34 | 35 | 36 | 37 | 38 |
| --------- | -- | -- | -- | -- | -- | -- | -- | - | -- | -- | -- | -- | -- | -- | -- | -- | -- | -- | -- | -- | -- | -- | -- | -- | -- | -- | -- | -- | -- | -- | -- | -- | -- | -- | -- | -- | -- | -- |
| Luogo     | C  | T  | C  | T  | T  | C  | T  | C | T  | C  | T  | C  | T  | C  | T  | C  | T  | C  | T  | T  | C  | T  | C  | C  | T  | C  | T  | C  | T  | C  | T  | C  | T  | C  | T  | C  | T  | C  |
| Risultato | P  | V  | P  | N  | V  | N  | N  | V | P  | P  | N  | V  | N  | P  | N  | N  | P  | P  | V  | N  | N  | V  | P  | N  | V  | N  | P  | P  | N  | V  | V  | P  | N  | N  | V  | V  | P  | V  |
| Posizione | 13 | 11 | 13 | 13 | 11 | 12 | 14 | 8 | 11 | 14 | 14 | 12 | 12 | 14 | 15 | 16 | 17 | 18 | 16 | 15 | 15 | 15 | 16 | 16 | 15 | 15 | 16 | 16 | 16 | 14 | 13 | 14 | 15 | 15 | 14 | 11 | 13 | 11 |

Fonte:  Serie B ConTe.it – Classifiche, su legab.it. URL consultato il 20 agosto 2019 (archiviato dall'url originale il 12 gennaio 2018).
Legenda:

Luogo: C = Casa; T = Trasferta. Risultato: V = Vittoria; N = Pareggio; P = Sconfitta.

### Statistiche dei giocatori
In corsivo i giocatori ceduti a stagione in corso. Tra parentesi sono indicati gli autogol. 
| Giocatore              | Serie B  | Serie B | Serie B     | Serie B    | Coppa Italia | Coppa Italia | Coppa Italia | Coppa Italia | Totale   | Totale | Totale      | Totale     |
| Giocatore              | Presenze | Reti    | Ammonizioni | Espulsioni | Presenze     | Reti         | Ammonizioni  | Espulsioni   | Presenze | Reti   | Ammonizioni | Espulsioni |
| ---------------------- | -------- | ------- | ----------- | ---------- | ------------ | ------------ | ------------ | ------------ | -------- | ------ | ----------- | ---------- |
| Bruno Bertinato        | 0        | 0       | 0           | 0          | 0            | 0            | 0            | 0            | 0        | 0      | 0           | 0          |
| Luca Lezzerini         | 34       | 0       | 0           | 0          | 2            | 0            | 0            | 0            | 36       | 0      | 0           | 0          |
| Alberto Pomini         | 4        | 0       | 0           | 0          | 0            | 0            | 0            | 0            | 4        | 0      | 0           | 0          |
| Nicolò Casale          | 20       | 0       | 2           | 0          | 0            | 0            | 0            | 0            | 20       | 0      | 2           | 0          |
| Pietro Ceccaroni       | 31       | 1       | 4           | 0          | 2            | 0            | 0            | 0            | 33       | 1      | 4           | 0          |
| Michele Cremonesi      | 18       | 0       | 4           | 0          | 2            | 0            | 0            | 0            | 20       | 0      | 4           | 0          |
| Mario De Marino        | 0        | 0       | 0           | 0          | 0            | 0            | 0            | 0            | 0        | 0      | 0           | 0          |
| Gian Filippo Felicioli | 7        | 0       | 1           | 0          | 2            | 0            | 0            | 0            | 9        | 0      | 1           | 0          |
| Alessandro Fiordaliso  | 26       | 0       | 3           | 0          | 2            | 0            | 0            | 0            | 28       | 0      | 3           | 0          |
| Ivan Lakicevic         | 18       | 0       | 2           | 0          | 0            | 0            | 0            | 0            | 18       | 0      | 2           | 0          |
| Antonio Marino         | 8        | 0       | 0           | 0          | 0            | 0            | 0            | 0            | 8        | 0      | 0           | 0          |
| Marco Modolo           | 32       | 1       | 7           | 0          | 2            | 0            | 0            | 0            | 34       | 1      | 7           | 0          |
| Cristian Molinaro      | 12       | 0       | 3           | 0          | 0            | 0            | 0            | 0            | 12       | 0      | 3           | 0          |
| Davide Riccardi        | 7        | 0       | 2           | 1          | 0            | 0            | 0            | 0            | 7        | 0      | 2           | 1          |
| Fabrizio Caligara      | 16       | 1       | 6           | 1          | 0            | 0            | 0            | 0            | 16       | 1      | 6           | 1          |
| Luca Fiordilino        | 35       | 0       | 14          | 0          | 2            | 0            | 0            | 0            | 37       | 0      | 14          | 0          |
| Marco Firenze          | 11       | 2       | 3           | 0          | 0            | 0            | 0            | 0            | 11       | 2      | 3           | 0          |
| Lorenzo Lollo          | 28       | 0       | 6           | 1          | 0            | 0            | 0            | 0            | 28       | 0      | 6           | 1          |
| Youssef Maleh          | 28       | 1       | 9           | 1          | 2            | 0            | 1            | 0            | 30       | 1      | 10          | 1          |
| Sergiu Suciu           | 14       | 0       | 0           | 0          | 0            | 0            | 0            | 0            | 14       | 0      | 0           | 0          |
| Antonio Vacca          | 16       | 0       | 1           | 0          | 1            | 0            | 0            | 0            | 17       | 0      | 1           | 0          |
| Franco Zuculini        | 18       | 0       | 7           | 0          | 2            | 1            | 0            | 0            | 20       | 1      | 7           | 0          |
| Mattia Aramu           | 31       | 11      | 5           | 2          | 2            | 2            | 0            | 0            | 33       | 13     | 5           | 2          |
| Riccardo Bocalon       | 18       | 3       | 1           | 0          | 2            | 0            | 1            | 0            | 20       | 3      | 2           | 0          |
| Alessandro Capello     | 38       | 7       | 4           | 0          | 2            | 0            | 0            | 0            | 40       | 7      | 4           | 0          |
| Francesco Di Mariano   | 12       | 0       | 0           | 0          | 0            | 0            | 0            | 0            | 12       | 0      | 0           | 0          |
| Samuele Longo          | 17       | 4       | 3           | 0          | 0            | 0            | 0            | 0            | 17       | 4      | 3           | 0          |
| Gaetano Monachello     | 12       | 0       | 2           | 0          | 0            | 0            | 0            | 0            | 12       | 0      | 2           | 0          |
| Adriano Montalto       | 19       | 3       | 5           | 0          | 1            | 0            | 0            | 0            | 20       | 3      | 5           | 0          |
| Alexandre Pimenta      | 0        | 0       | 0           | 0          | 0            | 0            | 0            | 0            | 0        | 0      | 0           | 0          |
| Yuri Senesi            | 4        | 0       | 0           | 0          | 0            | 0            | 0            | 0            | 4        | 0      | 0           | 0          |
| Gianmarco Zigoni       | 17       | 1       | 0           | 0          | 0            | 0            | 0            | 0            | 17       | 1      | 0           | 0          |